# Socket FM1
Socket FM1 es un socket para CPU usado por AMD, principalmente para la serie A de procesadores Fusion (También para E2-3200, Sempron X2 198, y Athlon II X2 y X4 ).
El socket FM1 fue lanzado en julio de 2011.